# Dubmood
Kalle Jonsson, alias Dubmood, (Göteborg en el barrio de Majorna en 1985) es un productor y compositor sueco de música electrónica, pop y rock, más conocido por su trabajo en el estilo chiptune (o 8-bit), y dentro del movimiento de piratas informáticos llamado la escena Warez. Es un miembro de larga data de Razor 1911, considerado por el Departamento de Justicia de los Estados Unidos como el grupo de piratas informáticos más antiguo en Internet. Dubmood también tiene una larga lista de producciones musicales como artista en solitario, dentro de grupos, y como productor y remezclador en estudio.
Dubmood alcanzó la notoriedad en la escena 8-bit a finales de los años 1990 gracias a sus participaciones en demos y crack intros tanto en las escenas demos de PC, Atari y Amiga. Comenzó a hacer giras por Escandinavia cuando la primera ola de chipmusic explotó en Europa, en los años 2000. Considerado un pionero en su género, Dubmood es una referencia en la comunidad chipmusic por sus iniciativas y ensayos en diferentes estilos de música. Además, ha aportado mucha popularidad a este emergente género del arte electrónico.
Desde 2006, vive en Marsella, Francia, donde fundó el sello Data Airlines y ha continuado su carrera artística, produciendo y girando notablemente con Oai Star, una formación de gran notoriedad en el país.

## Biografía

### Juventud y formación en la escena demo
Dubmood creció rodeado de computadoras, y en una entrevista mencionó que su interés por el hardware informático retro se originó gracias a su padre, quien tenía varios Ataris y Commodores instalados en casa, y a las actividades de su hermano mayor en la escena demo y «crackart» como artista ASCII. Dubmood, por su parte, prefería ver las crack intros en lugar de jugar videojuegos, y solía grabar la música de los puntajes de cada juego para volver a escucharla cuando quisiera. Aunque no recibió una educación musical formal, intentó componer utilizando GFA BASIC en un Atari 1040 STfm, hasta que su hermano mayor le proporcionó FastTracker II para MS-DOS, recuperado en una demo party local llamada ICING96. Más tarde, Dubmood utilizó ProTracker ST durante algunos años antes de volver a una plataforma PC.
A finales de los años 1990, se unió al grupo de demos noruego Fadeout, formándose en la atmósfera altamente creativa y competitiva de la escena demo escandinava. Con Fadeout, Dubmood contribuyó a varias demos, intros, chip disks y coorganizó demo parties. Sin embargo, cuando el grupo se separó, se asoció con otros compositores suecos de su generación en la escena chiptune, formando un nuevo grupo exclusivamente sueco de demos llamado Fyllecell. Entre los miembros de este grupo estaba Zabutom, con quien Dubmood creó varios de sus trabajos más populares hasta la fecha. Durante este tiempo, Dubmood lanzaba música bajo diferentes seudónimos para otros grupos como Divine, DEViANCE, TRSi y MYTH.

### Razor 1911
Más tarde, en los años 2000, Dubmood fue reclutado en la división demo de Razor 1911, que recientemente había experimentado grandes cambios internos debido a un número importante de miembros del equipo que habían pasado a Fairlight. En Razor 1911, se asoció con antiguos miembros como Sector9, el programador alemán Hetero y la leyenda de la chipmusic, WoTW. Luego se unió a un equipo francés de programadores y artistas, convirtiéndose en un gran nombre en la comunidad chipmusic al participar en numerosas producciones de Razor 1911 entre 2001 y 2003. Un álbum Best Of está disponible, conteniendo la música de esa época. Debido a una falta de actividad en esta división, el grupo vio disminuir sus producciones a mediados de los años 2000, seguido de varios golpes duros en la escena Warez. Sin embargo, en 2006, Razor 1911 regresó y lanzó nuevos títulos importantes. En 2010, la leyenda de la escena chipmusic francesa, Rez, se alió con Dubmood y su prolífico dúo dio lugar a intros de 64kb que les permitieron ganar el Demo Scene Awards del público en 2011.

### D-bug/Automation
En 2007, Dubmood cerró el círculo al unirse al equipo de Atari ST que había realizado las intros en los años 1980, fundamentando en esa época el interés de Dubmood por la chipmusic y la escena demo. Dubmood participó en nuevas producciones en la plataforma Atari ST. Al mismo tiempo, Dubmood lanzó dos mixtapes bien recibidos por el público: The Mighty Pirate Sessions, que incluye la mayoría de sus músicas famosas en Atari, y sonidos chip de Amiga recompuestos en una plataforma Atari.

### Evolución como productor de música
Dubmood comenzó su evolución en la producción de música fuera de los límites de la escena demo produciendo raperos locales. El resultado es llamado Chiphop y fue lanzado en el sello Fyllecell. Estos trabajos recibieron mucha atención, siendo incluso pirateados (bootlegs) por un colectivo sueco de ragga y hip hop llamado Svenska Akademien («la Academia Sueca» en español). Dubmood participaría más tarde en uno de los sencillos oficiales de este grupo. En ese momento, Dubmood recorría Escandinavia en gira, así como Francia y Suiza, acompañado por el rapero Boltes. En el escenario, Dubmood mezclaba su propia chipmusic con dos Atari ST mientras Boltes rapeaba e interactuaba con el público.

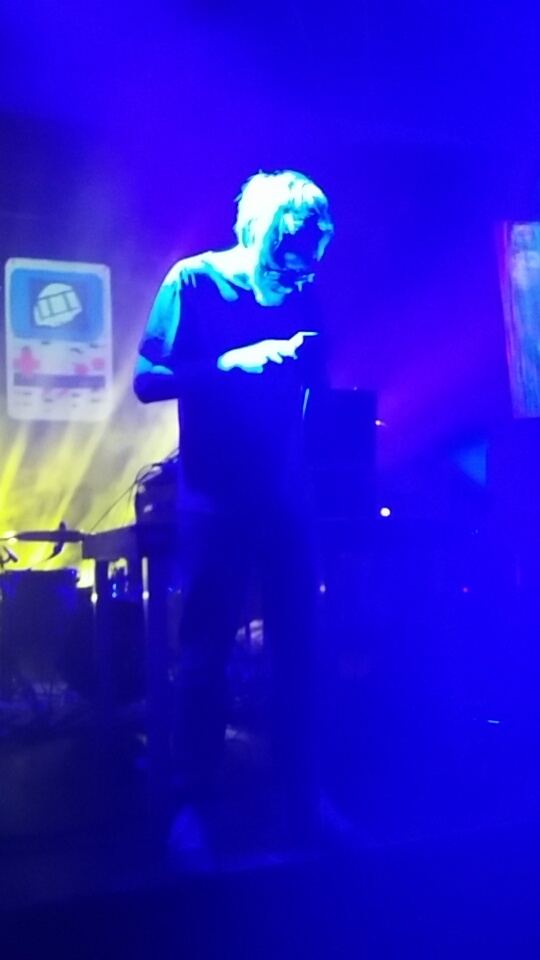
Dubmood en el Chip Hits en el Fan Festival de Nuremberg 2015

### Música Dance y Data Airlines
En 2006, gracias al encuentro con Sidabitball y Confipop en el sur de Francia, Dubmood comenzó a producir música en Game Boy, utilizando LSDj. Fuertemente influenciado por la ola de electro house, Dubmood cambió sus estilos anteriores y lanzó el álbum "C’était mieux en RDA". Este trabajo es una mezcla larga de 16 pistas, todas compuestas y mezcladas juntas con dos Game Boy Color, y está muy influenciado por Cirez D, The Knife y Ed Bangers. El álbum es considerado un punto de inflexión en la comunidad chipmusic, que hasta entonces solo había conocido más o menos imitaciones de música de crack intro de los años 1990. Esto le valió a Dubmood ser programado en uno de los festivales franceses más antiguos y famosos: Le Printemps de Bourges, donde actuó como «Découverte». Dubmood ayudó así a la escena demo a salir de las sombras y ganar audiencia en el público general europeo. Fue en este periodo cuando Dubmood se mudó a Francia y fundó Data Airlines, un sello dedicado a la chipmusic. Este sello organizó, junto con los nombres más grandes de la escena chipmusic internacional, un festival de este estilo en Marsella, en el marco de la Main demoparty en 2007. Dubmood también actuó con el artista de reggae Gari Grèu del Massilia Sound System, y un bootleg de uno de sus conciertos circula en Internet. Durante el verano de 2008, Oai Star pidió a Dubmood que produjera dos canciones para su próximo álbum, tras la trágica muerte de Lux B, líder de la banda. Esto resultó en una colaboración de largo plazo, ya que Dubmood luego se convirtió en miembro oficial de la banda, reemplazando a Lux B en sus giras, actuando como DJ con los otros dos miembros, «Gari Greu» y «Daffy Oai». El grupo actúa principalmente en festivales de verano, como en el festival des Vieilles Charrues en 2009.

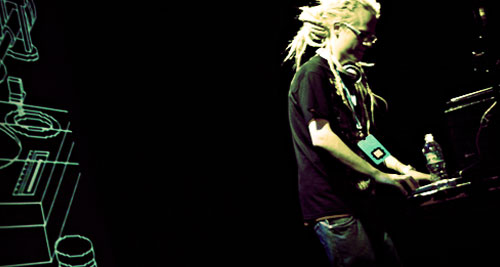
Dubmood en Blipfestival 2008

En 2009, Dubmood lanzó "Badlands", un EP con cinco canciones inéditas, y actuó en el Pixelshow en São Paulo. También produjo música para el grupo de hip hop sueco "Organism 12", y un remix de una de sus canciones fue publicado en 2010. Además, colaboró con la banda Sega en la producción musical para su serie de juegos Sonic the Hedgehog, específicamente en los lanzamientos de Sonic Colors y Sonic Generations, y se convirtió en un artista invitado habitual en los eventos de Gamescom en Colonia, Alemania.

### Discografía

#### Álbumes[9]
2006: C’était mieux en RDA
2008: Atari-Ska L’Atakk
2009: Badlands
2010: Lost Floppies Vol. 1
2011: Force De Frappe
2012: Lost Floppies Vol. 2
2014: Operation P.R.O.T.E.C.T.
2015: Lost Tapes Vol. 3

#### EPs[9]
2007: Back to Buggary
2008: Lost Floppies Vol. 1
2010: Lost Floppies Vol. 2

#### Singles[9]
2007: Bo de bô
2008: Atari-Ska L’Atakk